# تكون الجوف المعوي
تكوّن الجوف المعوي (Enterocoely) (أشكال الصفة: معوية الجوف أو جوفية معوية) هي عملية تقوم عن طريقها بعض الحيوانات بالتطور الجنيني. وعند تكوّن الجوف المعوي، يتكون الأديم المتوسط في الجنين الناشئ الذي يتكون فيه الجوف من الجَيْبَات «الصغيرة» خارج الجهاز الهضمي (المعروفة أيضًا باسم الأمعاء الجنينية أو المِعَى البِدائِيّ). يوجد هذا الجوف المعوي في الحيوانات من ثانويات الفم، والتي تُعرَف أيضًا من أجل هذا السبب باسم الأزواج الجوفية المعوية.
ويبدأ تطور الجوف المعوي بمجرد أن يصل الجنين إلى مرحلة المعيدة من التطور. وعند هذه النقطة، يوجد طبقتان من الخلايا - طبقات الأديم الظاهر (الأبعد) وطبقات الأديم الباطن (الأعمق). يبدأ الأديم المتوسط (الطبقة الوسطى) في التكون في شكل «جيبين» من الأنسجة (جيب أعلى الأديم الباطن وآخر أسفله) التي تتشكل عن طريق طي الأديم الباطن. تبدأ هذه «الجيوب» في النمو بشكل أكبر، ومن ثم فإنها تتمدد نحو بعضها البعض. وعندما يجتمع «جيبان» من الخلايا، يتشكل الأديم المتوسط - وهو طبقة من الأنسجة التي تقع بالضبط بين طبقات الأديم الباطن والأديم الظاهر. ويؤدي ذلك فيما بعد إلى تكوّن الجوف.
يمثل تطور الجوف المعوي مرحلة من التطور الجنيني لـثانويات الفم الذي تتكون فيه أشكال الجوف. تبدأ هذه المرحلة بتكوّن المعيدة، حيث يتشكل المِعَى البِدائِيّ، كما تتشكل أيضًا تجاويف الخلايا الناشئة، مكونةً طبقة أخرى بين الأديم الباطن، والأديم الظاهر، والأديم المتوسط. تتمدد هذه التجاويف تدريجيًا لتشكل الجوف.
وفي أوليات الفَم، يتشكل تجويف الجسم من خلال عملية انفصام الجوف.

## وصلات خارجية
- PAE Virtual Glossary